# Жерар I (граф Лоона)
Жерар I (Герхард I; фр. Gérard Ier de Looz) — предполагаемый граф Лоона в 1101 году.

## Биография
Сын Арнуля I де Лооза и Алеиды фон Дист.
Прижизненно упоминается в единственном документе — хартии императора Генриха IV, касающейся возвращения деревни Арденн одноименному аббатству графом Намюра Альбертом III: «…Comes Gerardus, comes de Los, Arnulfus, et frater eius Theodericus, Gislebertus filius comitis Ottonis, Heinricus de Chui, Reinerus advocatus, Wilelmus de Dolchen, Arnulphus de Roden, Wigerus de Tudino, Mainerus de Cortereces…»
Существует 2 версии, объясняющих, как Жерар I в 1101 году мог стать графом Лоона:
- был назначен соправителем своего отца Арнуля I, но вскоре умер (до 1103 г.);
- Арнуль I отправился в крестовый поход и на время своего отсутствия назначил графом старшего сына.

По мнению Жозе Дари (1821—1905), граф Лоона Жерар I никогда не существовал, а упоминаемый в хартии 1101 года «Gerardus» — правитель другого графства. Дари даёт ссылку на другую копию документа, в которой названы «Gerardus comes, Arnoldus comes de Los et frater ejus Theodericus».